# Franciszek Salezy Potocki
Franciszek Salezy Potocki herbu Pilawa (ur. w 1700 w Krystynopolu, zm. 22 października 1772 roku tamże) – wojewoda kijowski w 1756 roku, wojewoda wołyński w 1755 roku, krajczy wielki koronny w latach 1736–1755, marszałek Trybunału Skarbowego Koronnego w Radomiu w 1749 roku, marszałek Trybunału Głównego Koronnego w 1726 roku, starosta bełski w latach 1720–1767, sokalski, jabłonowski i hrubieszowski, mecenas sztuki.

## Życiorys
Właściciel ogromnych dóbr na Ukrainie naddnieprzańskiej, stąd zwany „królikiem Rusi”. W 1771 roku posiadał 11 królewszczyzn przynoszących ponad 200 000 zł rocznie. W jego dobrach znajdowało się siedemdziesiąt miast i kilkaset wsi.
Syn Józefa Felicjana, strażnika wielkiego koronnego, ojciec Stanisława Szczęsnego Potockiego.
Poseł województwa bełskiego na sejm 1724 roku. Był posłem na sejm 1726 roku, poseł województwa bracławskiego na sejm 1729 roku. Poseł województwa czernihowskiego na sejm 1730 roku. Poseł województwa bełskiego na sejm konwokacyjny 1733 roku. Był członkiem konfederacji generalnej zawiązanej 27 kwietnia 1733 roku na tym sejmie. Wraz z całą rodziną popierał Stanisława Leszczyńskiego, którego był elektorem w 1733 roku, marszałek województwa bełskiego w konfederacji dzikowskiej w 1734 roku, w imieniu której posłował do Turcji.
Po klęsce konfederacji przez pewien czas na emigracji, w 1736 roku powrócił do kraju i pojednał się z Augustem III. Poseł na sejm nadzwyczajny pacyfikacyjny 1736 roku z województwa bracławskiego. Był posłem na sejm 1738 roku z województwa bełskiego, poseł województwa wołyńskiego na sejm 1740 roku. Nadal jednak był przeciwnikiem Sasa i jednym z przywódców stronnictwa republikanckiego, a po śmierci Józefa i Michała głową rodu Potockich. Dopiero pod koniec panowania Augusta III zbliżył się do dworu.
W 1742 był komisarzem z województwa bełskiego Trybunału Skarbowego Koronnego.
W czasie ostatniego bezkrólewia w sojuszu z partią hetmańską zwalczał Familię i usiłował udaremnić wybór Stanisława Augusta Poniatowskiego na króla. 7 maja 1764 roku podpisał manifest, uznający odbywający się w obecności wojsk rosyjskich sejm konwokacyjny za nielegalny. W 1764 roku był elektorem Stanisława Augusta Poniatowskiego z województwa kijowskiego. W 1766 roku został wyznaczony senatorem rezydentem. W 1767 był jednym z głównych przywódców konfederacji radomskiej, jednak ostatecznie zrezygnował z otwartej walki z nowym królem. 23 października 1767 wszedł w skład delegacji Sejmu, wyłonionej pod naciskiem posła rosyjskiego Nikołaja Repnina, powołanej w celu określenia ustroju Rzeczypospolitej. Podczas koliszczyzny właściciel Humania, którego mieszkańcy zostali wymordowani przez Kozaków i miejscowe chłopstwo (czerń) podczas tzw. rzezi humańskiej.
Był fundatorem kościoła Św. Michała Archanioła w Tartakowie, drewnianego kościoła dominikanów w Humaniu, wzniósł kompleks klasztorny dla trynitarzy w Brahiłowie (1767–1778). Próżny, dumny i dwulicowy, splamił się w 1771 słynną zbrodnią na Gertrudzie Komorowskiej, poślubionej przez Stanisława Szczęsnego Potockiego wbrew jego woli. Z niechęci do Stanisława Augusta popierał konfederację barską, do której jednak oficjalnie nie przystąpił.
Umieszczony przez Jana Matejkę na obrazie „Rejtan. Upadek Polski”. Jest to starzec w centrum obrazu, który nie chcąc podpisać traktatu rozbiorowego, opuszcza salę, przy czym delią przewraca krzesło i rozsypuje stos monet.
Jego córka Antonina Adela była pierwszą żoną ks. Ksawerego Lubomirskiego.